# 五里桥镇
五里桥镇，是中华人民共和国河南省南阳市西峡县下辖的一个乡镇级行政单位。

## 行政区划
五里桥镇下辖以下地区：
五里桥村、老君店村、稻田沟村、吴家沟村、封湾村、白河村、前营村、曹岗村、黄狮村、孔沟村、土槽村、杨岗村、封店村、北堂村、葛营村、大桥沟村、郝岗村、宋沟村、燕岗村、走马岗村、慈梅寺村和天宝村。